# Hans Glathe
Hans Glathe (Taufname Johannes Glathe; * 21. Dezember 1899 in Berzdorf auf dem Eigen, Sachsen; † 23. Mai 2000 in Gießen), evangelisch, war ein deutscher Mikrobiologe sowie Hochschullehrer.

## Leben

### Bis 1927
Hans Glathe, Sohn des Lehrers und Kantors Ernst Glathe und dessen Ehefrau Minna geborene Schneider, legte 1917 das Abitur am Reform-Realgymnasium in Görlitz ab. Er nahm im Anschluss als Soldat am Ersten Weltkrieg teil, 1918 geriet er in amerikanische Kriegsgefangenschaft, aus der er 1920 entlassen wurde. Nach Absolvierung einer Landwirtschaftslehre belegte er in den Jahren 1922 bis 1926 als Schüler von Felix Löhnis das Studium der Landwirtschaft an der Universität Leipzig, 1925 legte er die Prüfung zum Diplomlandwirt ab, 1927 erfolgte seine Promotion zum Dr. phil. Während seines Studiums wurde er 1922 Mitglied der Landsmannschaft Franconia Leipzig.

### 1927 bis 1945
Hans Glathe trat im gleichen Jahr eine Stelle als Wissenschaftlicher Assistent am Institut für landwirtschaftliche Bakteriologie und Bodenkunde der Universität Leipzig an, die er bis 1937 innehatte. 1934 habilitierte Glathe sich für das Fach Landwirtschaft, im Folgejahr erhielt er eine Privatdozentur für Landwirtschaft an der Mathematisch-Naturwissenschaftlichen Abteilung der Philosophischen Fakultät der Universität Leipzig, dort wurde er 1938 zum außerplanmäßigen Professor für Landwirtschaftliche Bakteriologie und Bodenkunde befördert. Zusätzlich führte Hans Glathe ein Forschungsauftrag 1932 nach Edinburgh. Überdies leitete er zwischen 1937 und 1938 die Landwirtschaftliche Versuchsanstalt in Kassel-Harleshausen.
Hans Glathe trat 1933 dem SS-Reitersturm und der NSBO, im Folgejahr der SA bei. Seit Sommer 1934 fungierte er als Schulungsmann beim SS-Reitersturm. Am 25. Juni 1937 beantragte er die Aufnahme in die NSDAP und wurde rückwirkend zum 1. Mai desselben Jahres aufgenommen (Mitgliedsnummer 4.535.798). Am Zweiten Weltkrieg nahm er bis 1944 als Soldat bei der Panzertruppe teil. Anschließend war Hans Glathe bis zum Kriegsende im Rahmen der „Osenberg-Aktion“ in Seeshaupt am Starnberger See mit Versuchen zur Vergärung von Torf betraut.
Hans Glather ehelichte 1931 Gertraude geborene Gräf. Aus der Ehe entstammten die vier Kinder Hans-Peter, Joachim, Herta und Christoph.

### Nach 1945
Nach Kriegsende aus dem Universitätsdienst entlassen, erhielt Glathe 1949 eine Stelle als Abteilungsleiter am Institut für Humuswirtschaft der Bundesforschungsanstalt für Landwirtschaft in Braunschweig. 1956 folgte er einem Ruf auf die planmäßige außerordentliche Professur für Landwirtschaftliche Mikrobiologie an der Justus-Liebig-Universität Gießen, dort wurde er 1961 zum ordentlichen Professor ernannt. Hans Glathe, der überdies im Studienjahr 1963/64 das Rektorenamt bekleidete, wurde 1965 in den Ruhestand verabschiedet.
Hans Glathe, der insbesondere als Verfasser bedeutender Fachpublikationen hervortrat, verstarb im Mai 2000 im Alter von 100 Jahren in Gießen.

## Dedikationsname
1975 benannten Zolg und Ottow die Bakterienart Pseudomonas glathei (heute Burkholderia glathei) nach Glathe.

## Publikationen
- Die Heissvergärung des Stallmistes nach H. Krantz : Untersuchungen über die während der Lagerung auftretenden Verluste und über die Wirkung des fertigen Heissmistes, Inauguraldissertation, Universität Leipzig, Leipzig 1927
- Über die Rolle des Stalldüngers unter besonderer Berücksichtigung der Anaeroben-Flora, Habilitationsschrift, Fischer, Jena 1934
- Mit Adolf Orth, Georg Helmer: Selbsterhitzung von Heu : Ursache und Verhütung, Schaper, Hannover 1955
- Sammlung, Aufbereitung und Verwertung von Siedlungsabfällen : Taschenbuch, Arbeitsgemeinschaft für Kommunale Abfallwirtschaft (AkA), Baden-Baden 1960
- Mit Hans Straub: Untersuchungen des Einflusses technischer Bedingungen bei der Verrottung von Siedlungsabfällen unter den Voraussetzungen des Werksbetriebes, DLG-Verlag, Frankfurt/Main, 1961
- Bericht über die Ergebnisse von Kompostierungsversuchen mit Zusatz von Impf- bzw. Förderstoffen, Institut für landwirtschaftliche Mikrobiologie, Gießen 1964
- Gutachten über die physikalisch-chemische, biologische und hygienische Wirksamkeit des Dano-Gärzellen-Verfahrens : dargestellt am Beispiel der Kompostanlage Bad Kreuznach, Gießen 1965